# Colville
Colville (Kettle Falls Indijanci; Wheelpoo), pleme američkih Indijanaca porodice Salishan s rijeke Colville i između Kettle Falls i Huntersa na Columbiji, Washington. Rana populacija iznosila je oko 1.000, kako smatra Mooney. Godine 1904 broj im je sveden na 321.
Današnji im potomci žive na rezervatu Colvile udruženi u konfederaciji s plemenima Sanpoil, Methow, Palouse, Wenatchee, Senijextee (Sinixt, Lake), Nespelem, Chelan, Entiat, Sinkaietk (Southern Okanagon), .tskowa'xtsEnux (Moses-Columbia) i Chief Joseph's Band, dio plemena Nez Percé.

## Ime
Colville Indijanci svoje ime dobivaju po utvrdi Fort Colville, postaji kompanije Hudson Bay na Kettle Fallsu. U engleskom jeziku prema svome lokalitetu na Kettle Fallsu, prozvani su i Kettle Falls Indijanci, od čega su Francuzi napravili naziv Chaudière. Lewis & Clark koji u ove krajeve dolaze u ranom 19. stoljeću prozvali su ih Whe-el-po ili Wheelpo, što je skraćeni oblik sališkog naziva Skuyélpi koja se kod Okanagon Indijanaca javlja u obliku Sälsₓuyilp. Hale (1846) ih naziva Basket People, što je prijevod imena Quiarlpi. 
Ostali nazivi za njih bili su: Cauldrons, Schwoyelpi, Shuyelpees, Soayalpi, Squaw-a-tosh, Squiaelps, Sweielpa, Skoiel-poi, Sin-who-yelp-pe-tuk, Shwoi-el-pi, Quarlpi, Quiarlpi, Whe-el-poo, Whe-el-po, KQoptlē'nik

## Lokalne skupine (seoske bande)
Nazive sela i likalnih skupina daje Ray, 1932. Hodge ih nema na svome popisu u članku Colville.
- Skakalapiak, kod grada Harvey. Imali su selo Kakalapia.
- Skilumaak u selu Kilumaak nasuprot današnjeg Kettle Fallsa.
- Smichunulauk u selu Smichunulau kod Kettle Fallsa.
- Snchalik u selu Nchaliam kod grada Inchelium.
- Snchumutast u selu Nchumutastum blizu sela Nilamin, nedaleko današnjeg Harveya.
- Snilaminak u selu Nilamin, blizu sela Kakalapia, nedaleko Haeveya.
- Snkuasik u selu Nkuasiam.

## Povijest
Meriwether Lewis i William Clark (1806) ovo pleme nazivaju imenom Wheelpo i procjenjuju da ih ima oko 2,500 u 130 kuća, a naseljeni su između Kettle Fallsa i rijeke Spokane. 
Za Gibbsa oni čine najveće salishansko pleme. Godine 1872. utemeljen je rezervat Colville za njih i druga plemena iz susjednih područja. Poglavica Chief Moses sa svojom bandom .tskowa'xtsEnux (danas Moses-Columbia), na rezervat dolazi 1883., a dvije godine kasnije (1885.) i banda Nez Percé Indijanaca koje je predvodio poglavica Joseph. 
Plemenski savez  'The Confederated Tribes of the Colville Reservation'  nastaje devetnaestog dana mjeseca travnja 1938. godine i zastupa je Colville Business Council, a danas njime predsjeda Michael E. Marchand. Dvanaest plemena koja žive na rezervatu vode se pod imenima Wenatchee, Nespelem, Moses-Columbia, Methow, Colville, Okanogan, Palus, San Poil, Entiat, Chelan, Nez Perce i Lake. Godine 2005. svih zajedno ima ih 8.700. 

## Vanjske poveznice
- Confederated Tribes of the Colville Reservation